# Kenn Navarro
Kenneth "Kenn" Navarro (Manilla, 1979) is een Filipijns-Amerikaans schrijver, animatietekenaar en stemacteur. Hij is, met collega Rhode Montijo, vooral bekend geworden door de gewelddadige serie Happy Tree Friends.